# والتر أبوت
والتر أبوت (بالإنجليزية: Walter Abbott)‏ (7 ديسمبر 1877 المملكة المتحدة - 1 فبراير 1941 برمنغهام المملكة المتحدة) هو لاعب كرة قدم إنجليزي.